# Visakhapatnam
Visakhapatnam (en télougou : విశాఖపట్నం Viśākhapaṭnaṁ, Viśākhapattanamu ou Vishakapatnam[réf. nécessaire], Vizagapatam, abréviation de l'anglais colonial en Vizag), est une ville de l'Inde, capitale du district de Visakhapatnam, dans l'État fédéré de l'Andhra Pradesh. C'est également un des ports indiens les plus importants du golfe du Bengale.

## Géographie
La ville s'étend au pied des Ghats orientaux, le long du golfe du Bengale, bordée au nord par l’État d’Orissa et les districts de Vizianagaram et du Godavari oriental au sud. Elle se situe entre le parallèle de 17.6883° de latitude Nord, et le méridien de 83.2186° de longitude Est. La ville est entourée de plaines côtières au nord et au sud. Sa région est aussi appelée Agency Division. Elle occupe une superficie d'environ 11 161 km2.

## Transport
Alluri Sitarama Raju International Airport, l'Aéroport de Visakhapatnam et l'INS Dega avec le port de Visakhapatnam pour les infrastructures aéroportuaires. Les gares de Simhachalam et Visakhapatnam pour le train. Le Visakhapatnam BRTS comme bus à haut niveau de service.

## Économie

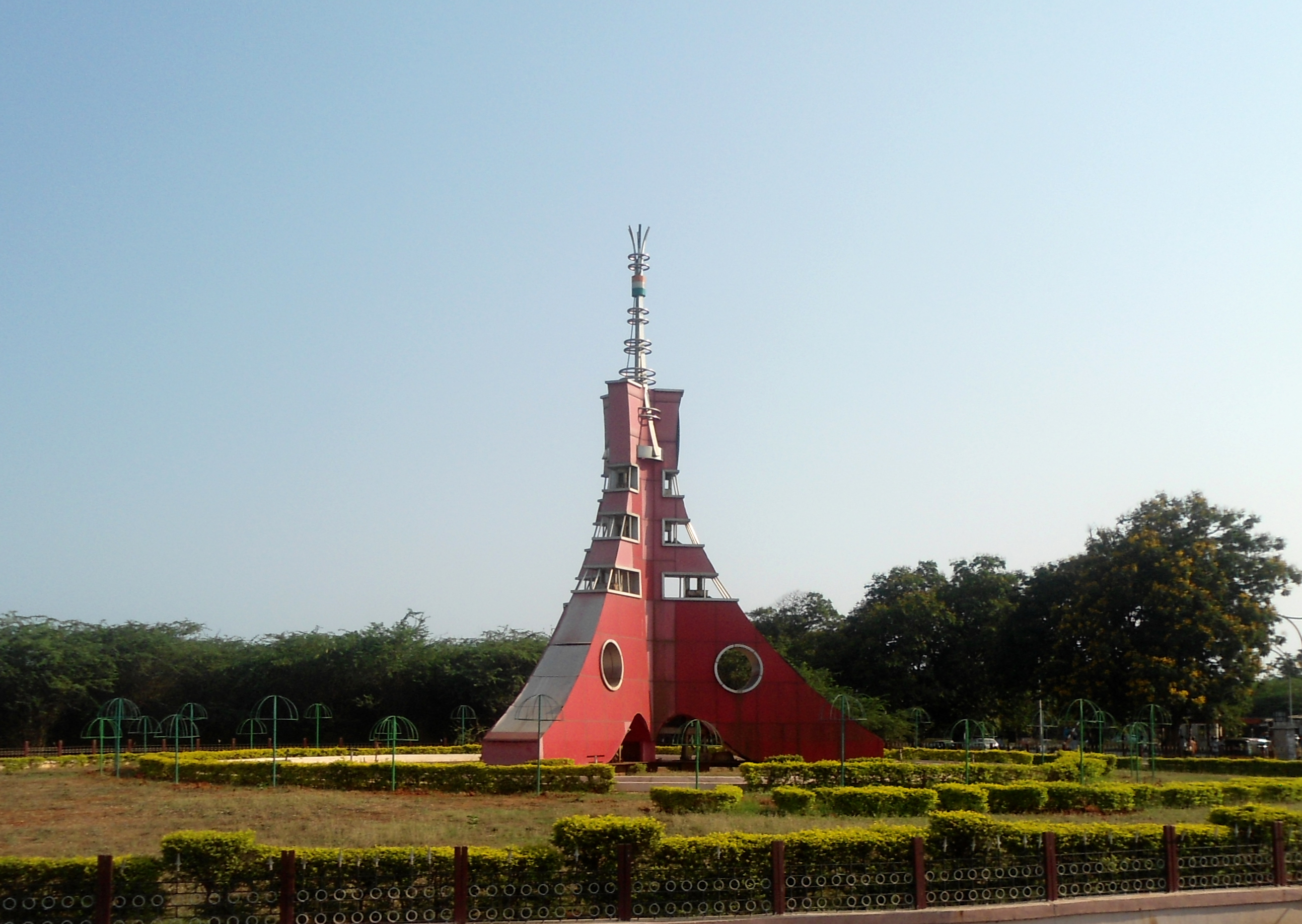
Le pylône de l’aciérie Vizag.

Visakhapatnam est le second centre urbain de l'ancien Andhra Pradesh après la capitale Hyderabad, le premier du Nouvel Andhra Pradesh et un important port maritime, commercial et militaire dans le golfe du Bengale dont c'est le seul port naturel.
La ville s'est énormément développée au cours du XXe siècle : on y trouve aujourd'hui un important chantier naval : Hindustan Shipyard de 1949, une raffinerie de pétrole (1957) et une aciérie (1981).

## Enseignement
La ville abrite l'Université d'Andhra ouverte en 1926 , l'INS Satavahana qui est une école de sous-marinier.

## Histoire
L'histoire de Visakhapatnam remonte au VIe siècle av. J.-C., quoique le nom de cette antique cité n'apparaisse qu'au IVe siècle av. J.-C., dans les écrits de Pāṇini et de Katyayana. Ville du Kalinga,, elle appartenait au royaume Vengi et fut gouvernée au Moyen Âge par les rois Pallava et Ganga. Les vestiges archéologiques montrent que la ville actuelle a été bâtie entre le XIe siècle et le XIIe siècle par le roi cholâ Kulothunga Ier. La ville a été tour à tour gouvernée par les rois Chola du Tamil Nadu et le royaume Gadjapati d'Orissa, avant d'être conquise par le royaume de Vijayanagara au XVe siècle. Enfin, lorsque les Européens établirent leurs premiers comptoirs en Inde, Visakhapatnam devint un comptoir français à la fin du XVIIIe siècle,.
Cette cité a donc été momentanément gouvernée par rois Andhra du Vengi et les Pallavas. Elle tire son nom de Sri Visakha Varma. Selon une légende, Radha et Viśakha, nées le même jour, rivalisent par leur beauté : Sri Visakka Sakhi est ainsi, des huit gopi, la deuxième par ordre de préséance ; messagère des dieux, elle transmet les paroles de Radha à Krishna. Selon une tradition locale, le roi Andhra aurait fait construire un temple en hommage à  Viśakha, à R K Beach, aujourd'hui englouti sous les eaux.
Le 18 septembre 1804, la bataille navale de Vizagapatam oppose les escadres française et anglaise.

## Lieux et monuments

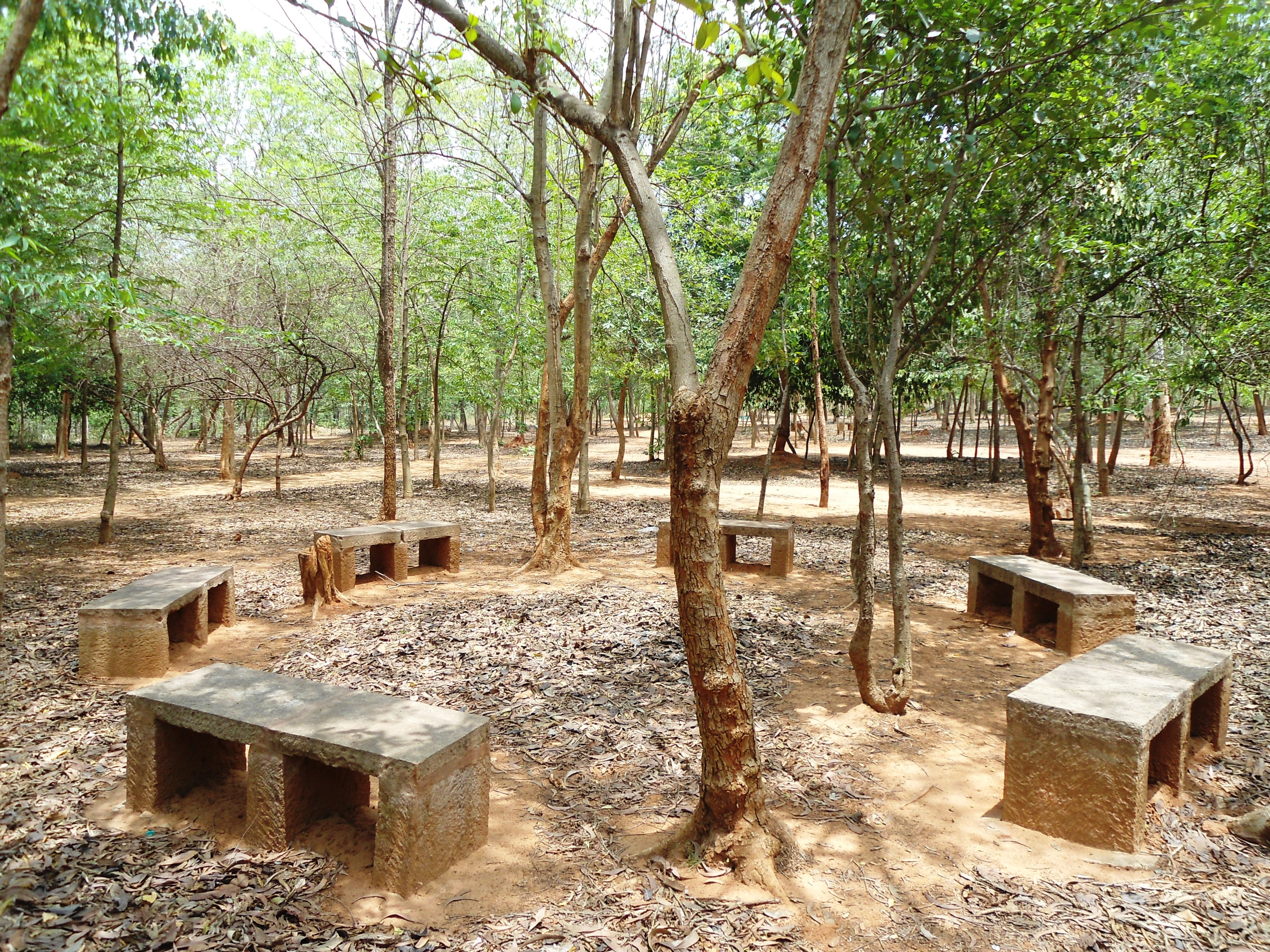
Le parc Kambalakonda d'éco-tourisme.
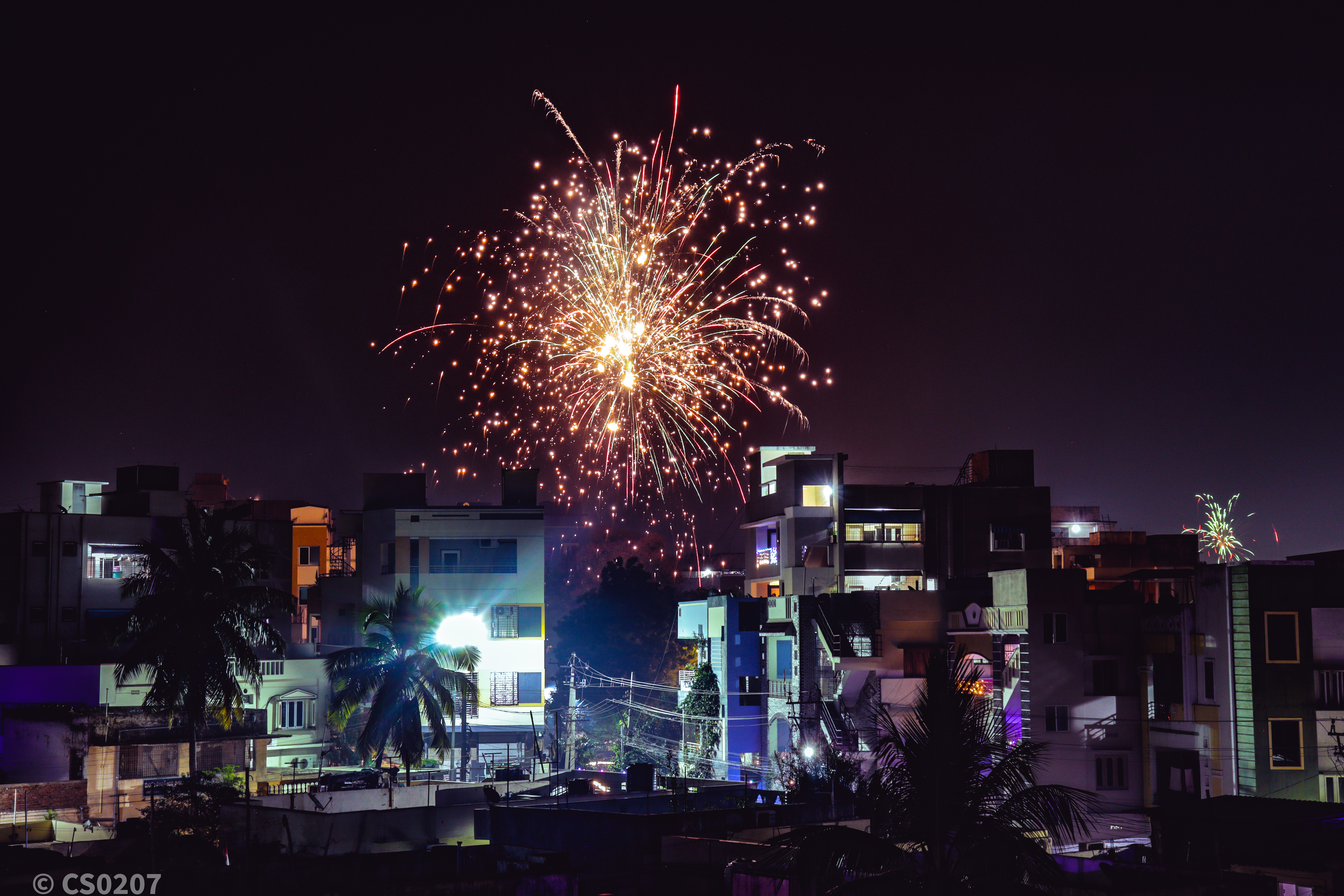
Divali.
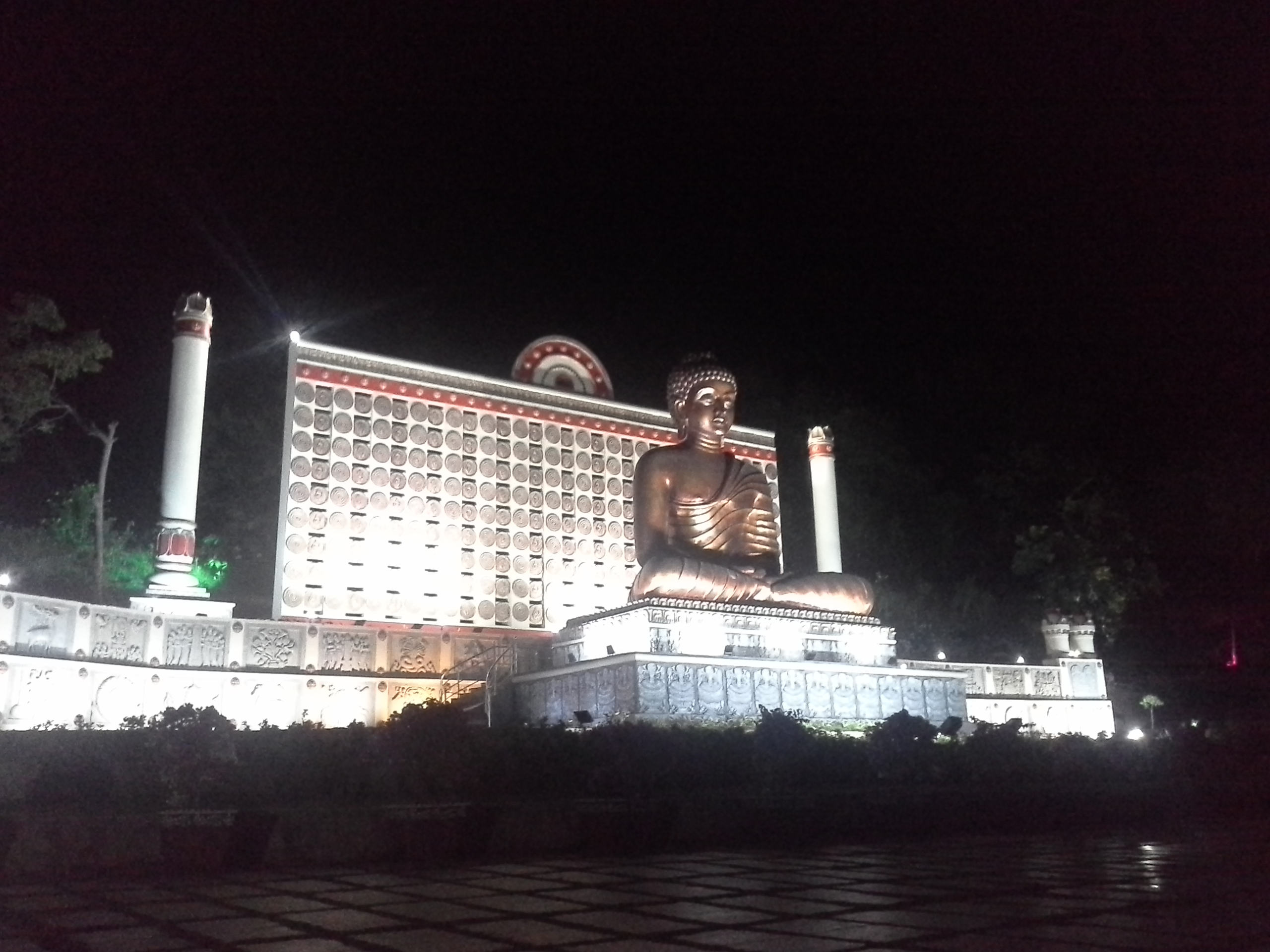
Statue de Bouddha.
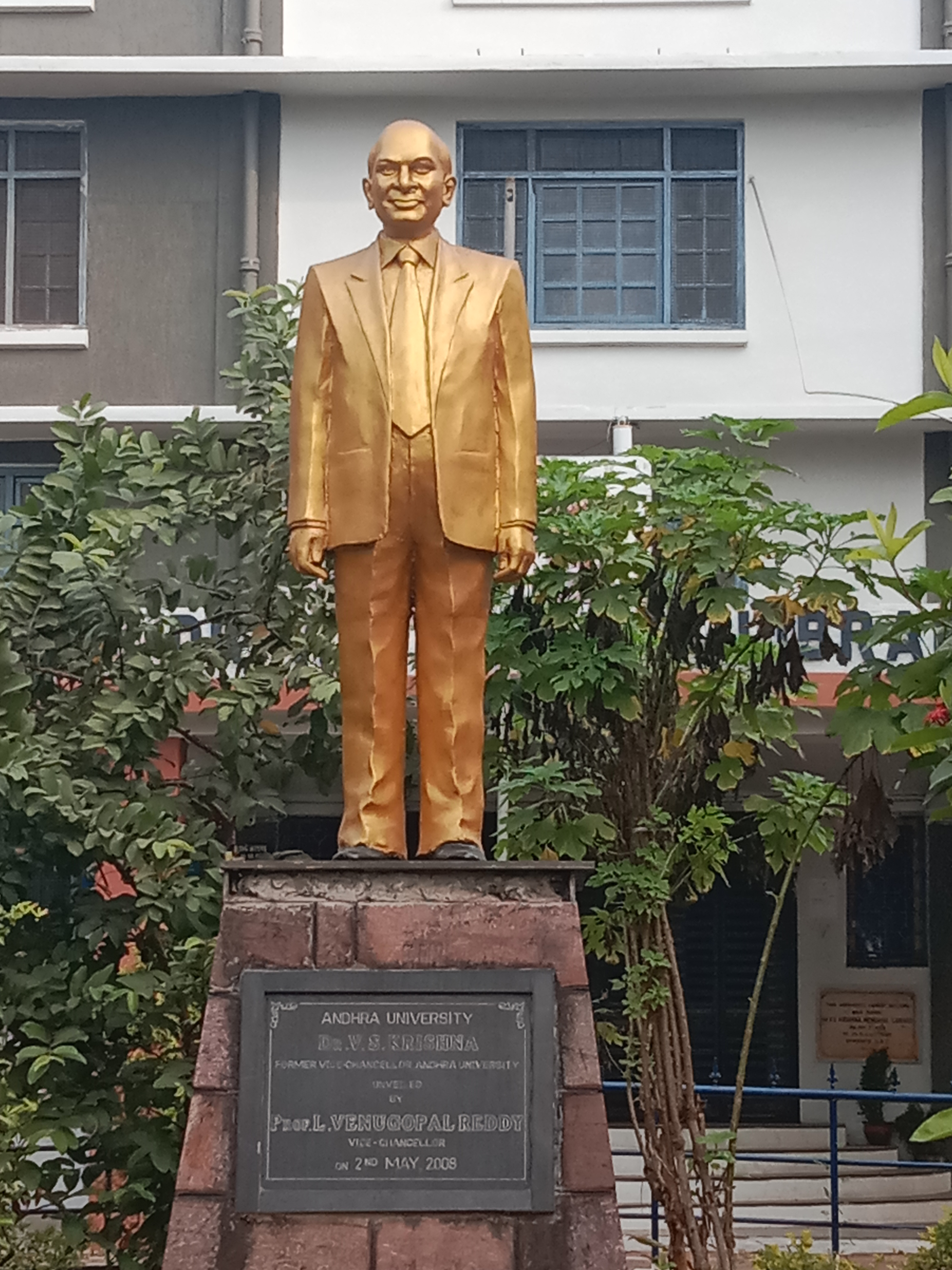
Statues de V S Krishna,
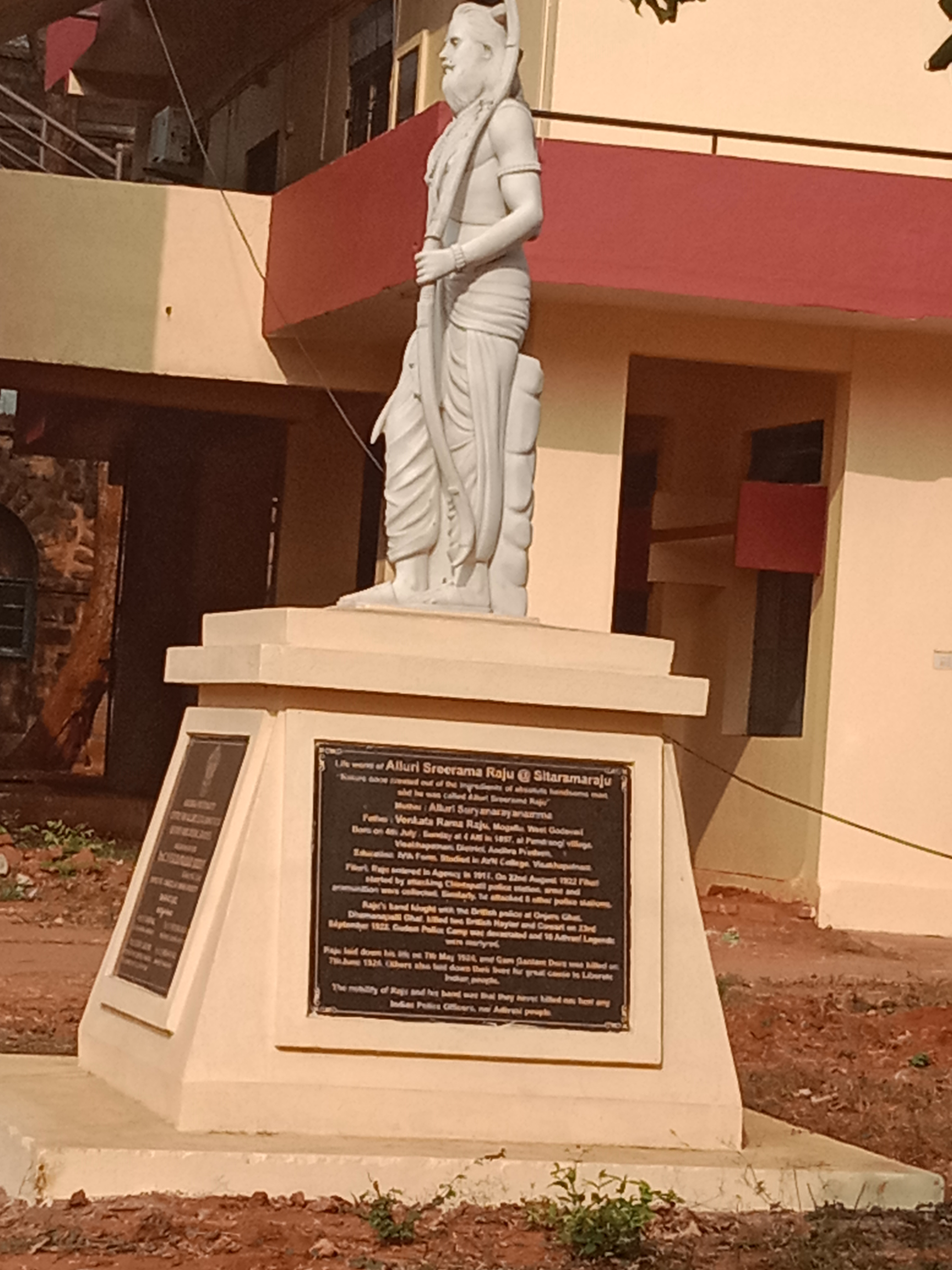
Alluri Seeta Rama Raju et
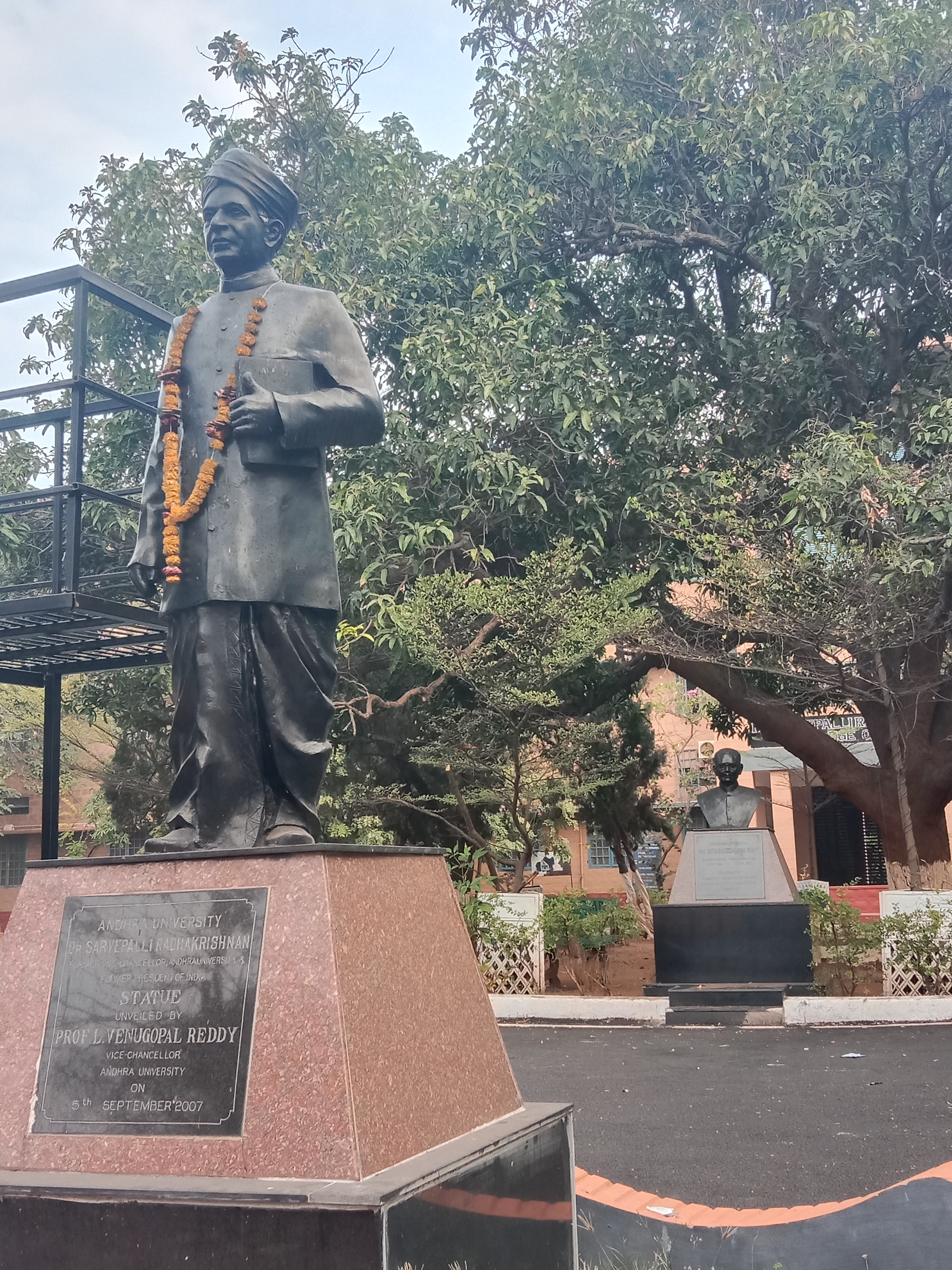
Sarvepalli Radhakrishnan à l'université d'Andhra.
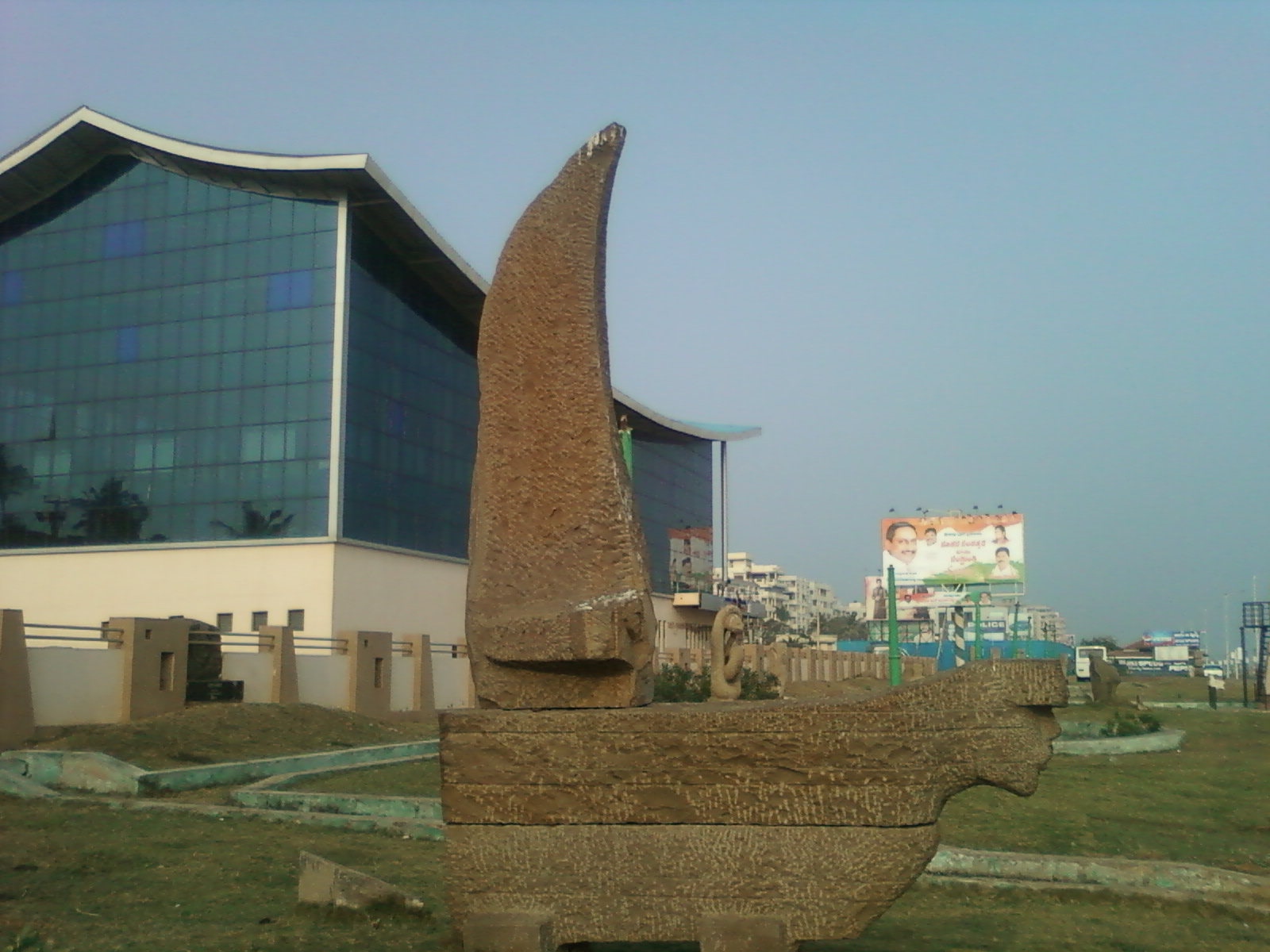
Le parc Stone RSB.
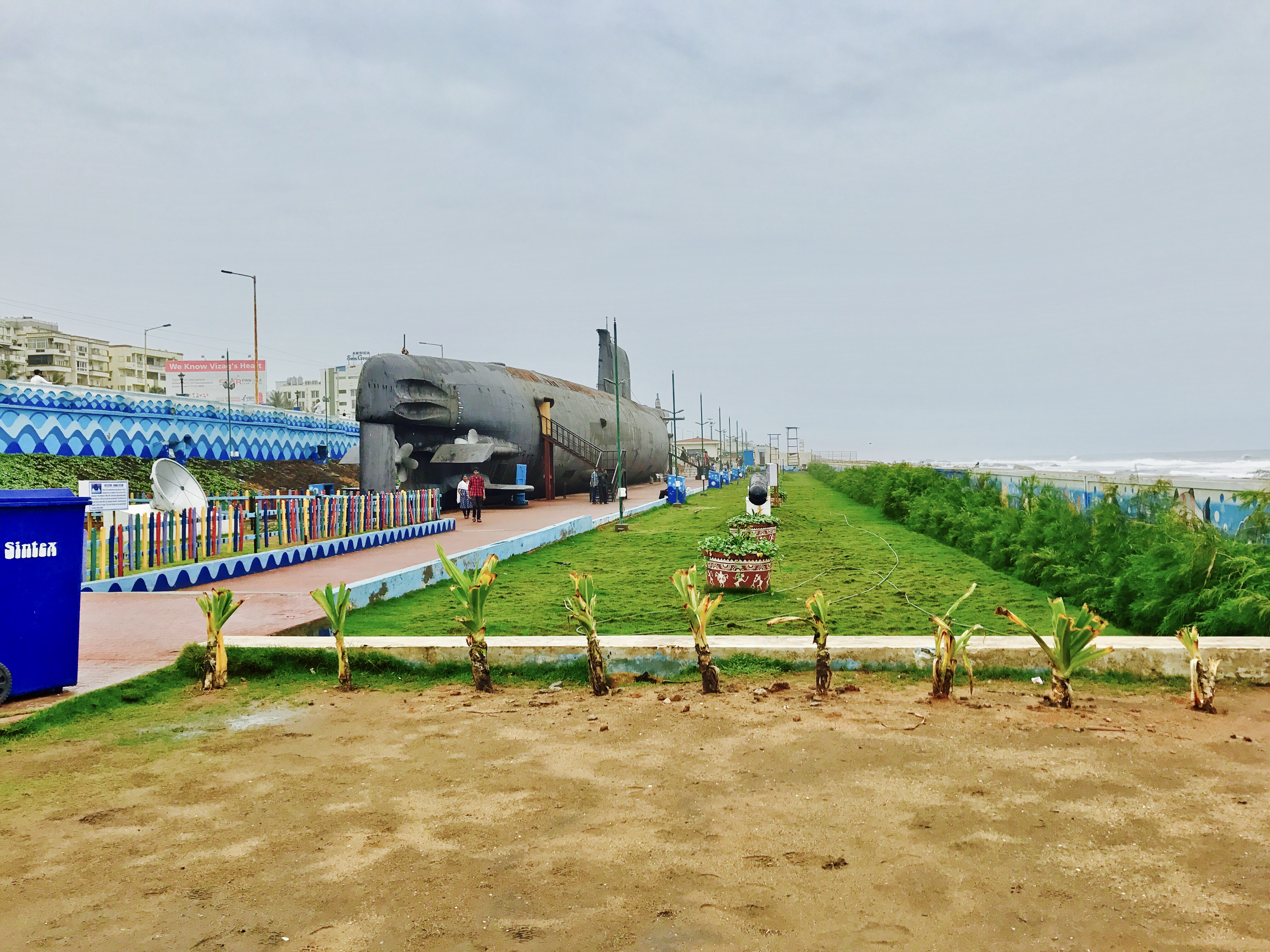
INS Kursura (S20) en musée de plein air.
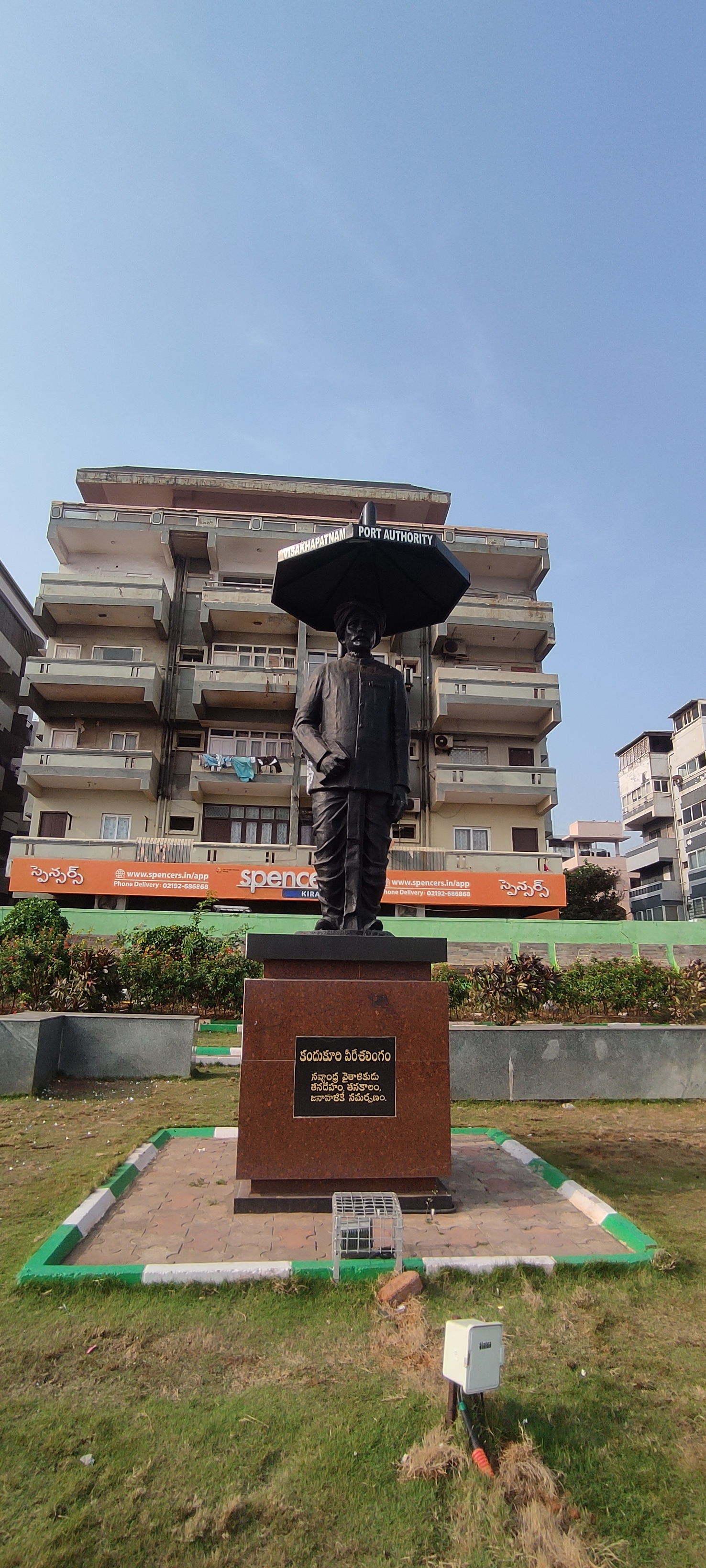
Kandukuri Veeresalingam et
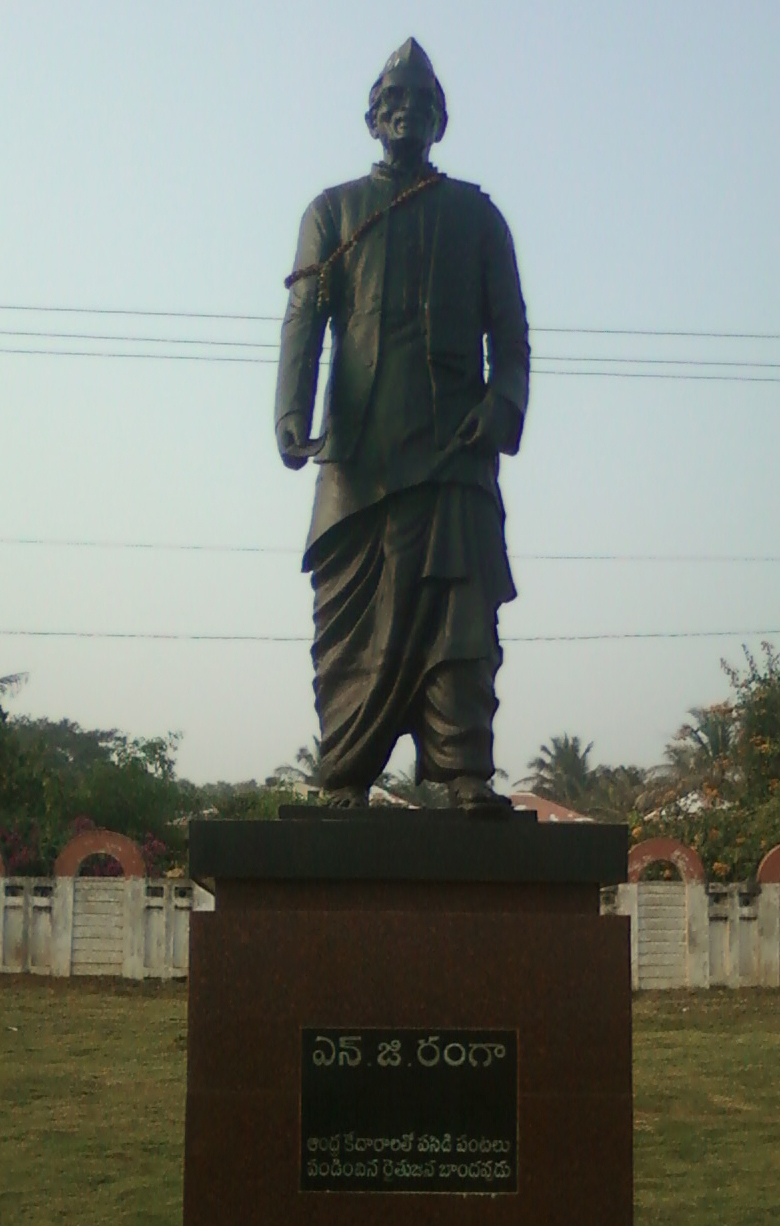
N G Ranga sur la route de la plage.

## Sports
Le stade de cricket ACA-VDCA (en) a accueilli de prestigieux matches de cricket internationaux.
Le Kabaddi est également populaire à Visakhapatnam et le club des Telugu Titans (en) est basé en ville.
On pratique le surf sur la plage de Rushikonda.

## Personnalités liées
- Neeli Bendapudi, universitaire américaine y est née.
- Renuka Chowdhury, femme politique indienne, plusieurs fois ministre, y est née en 1954.

## Illustrations

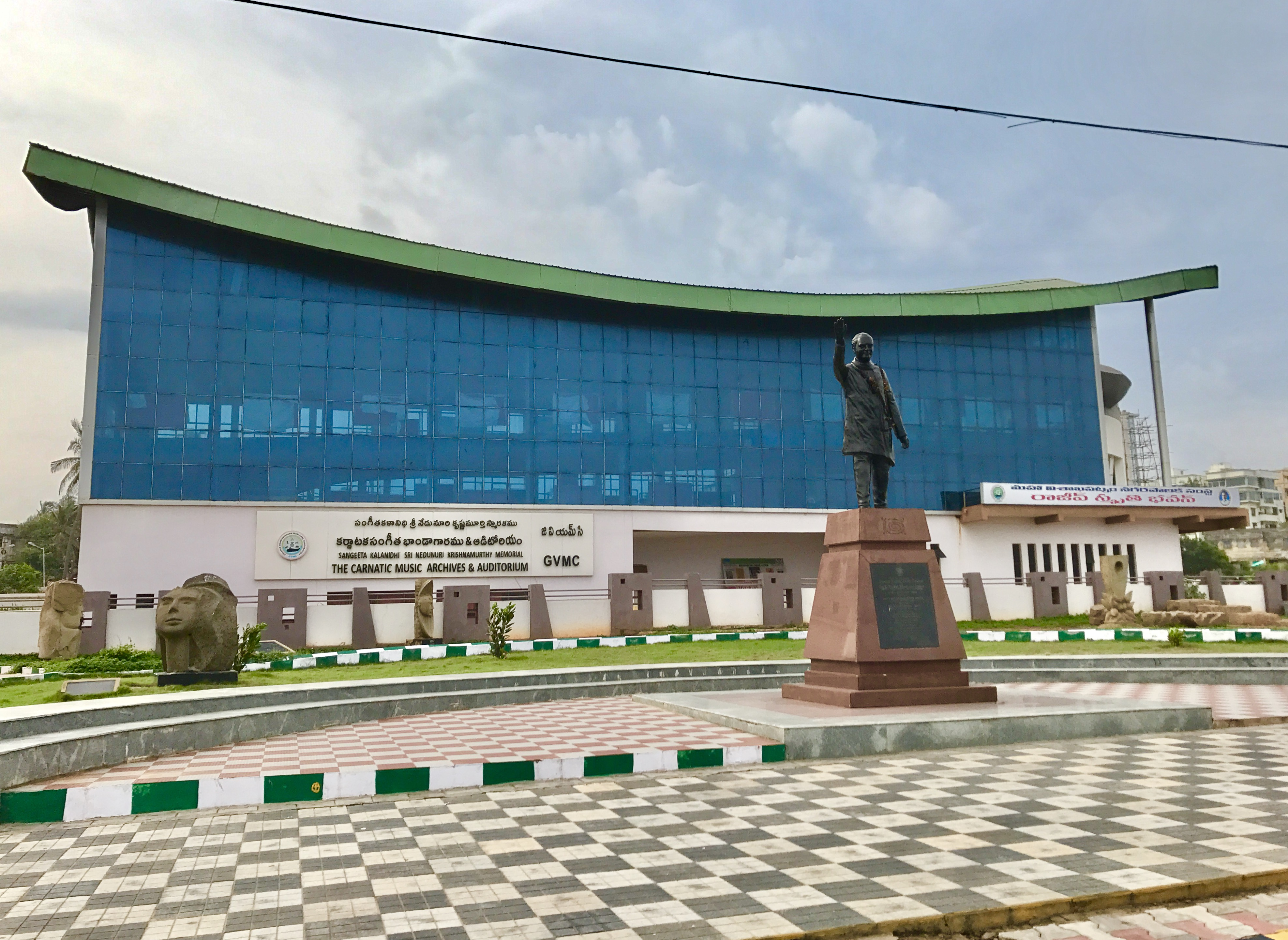
L'auditorium et les archives du centre Carnatic de musique derrière Nedunuri Krishnamurthy.
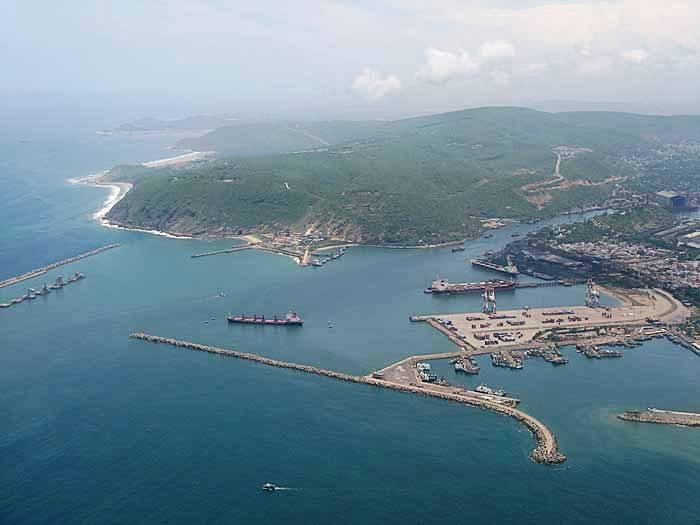
Vue aérienne du port
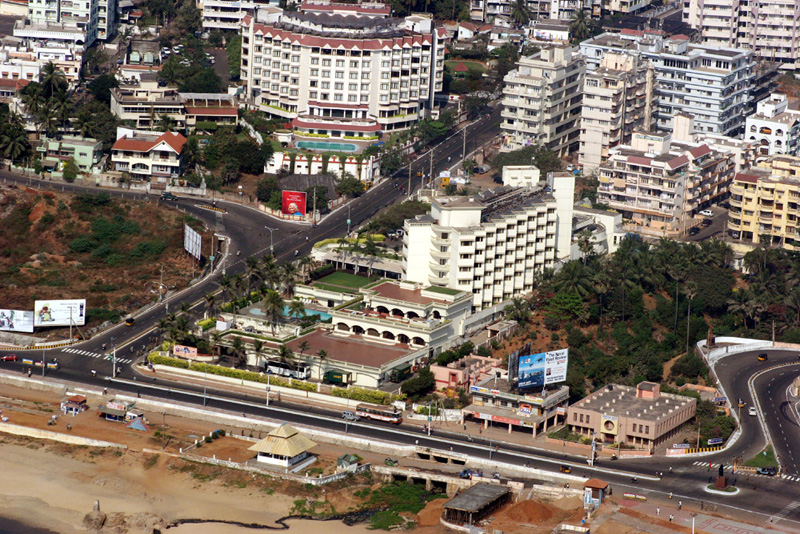
La ville longeant la route et la plage
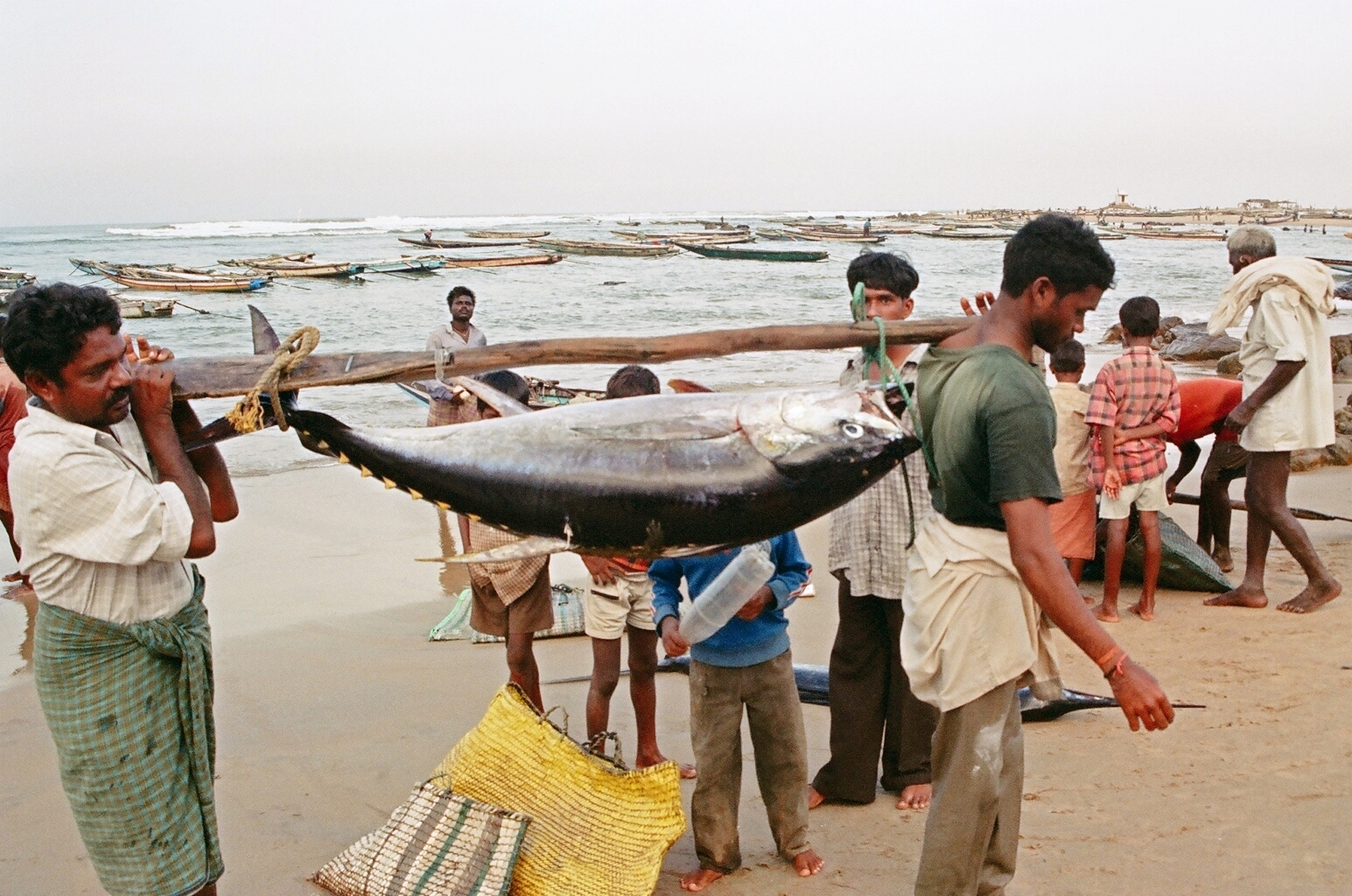
Pêcheurs
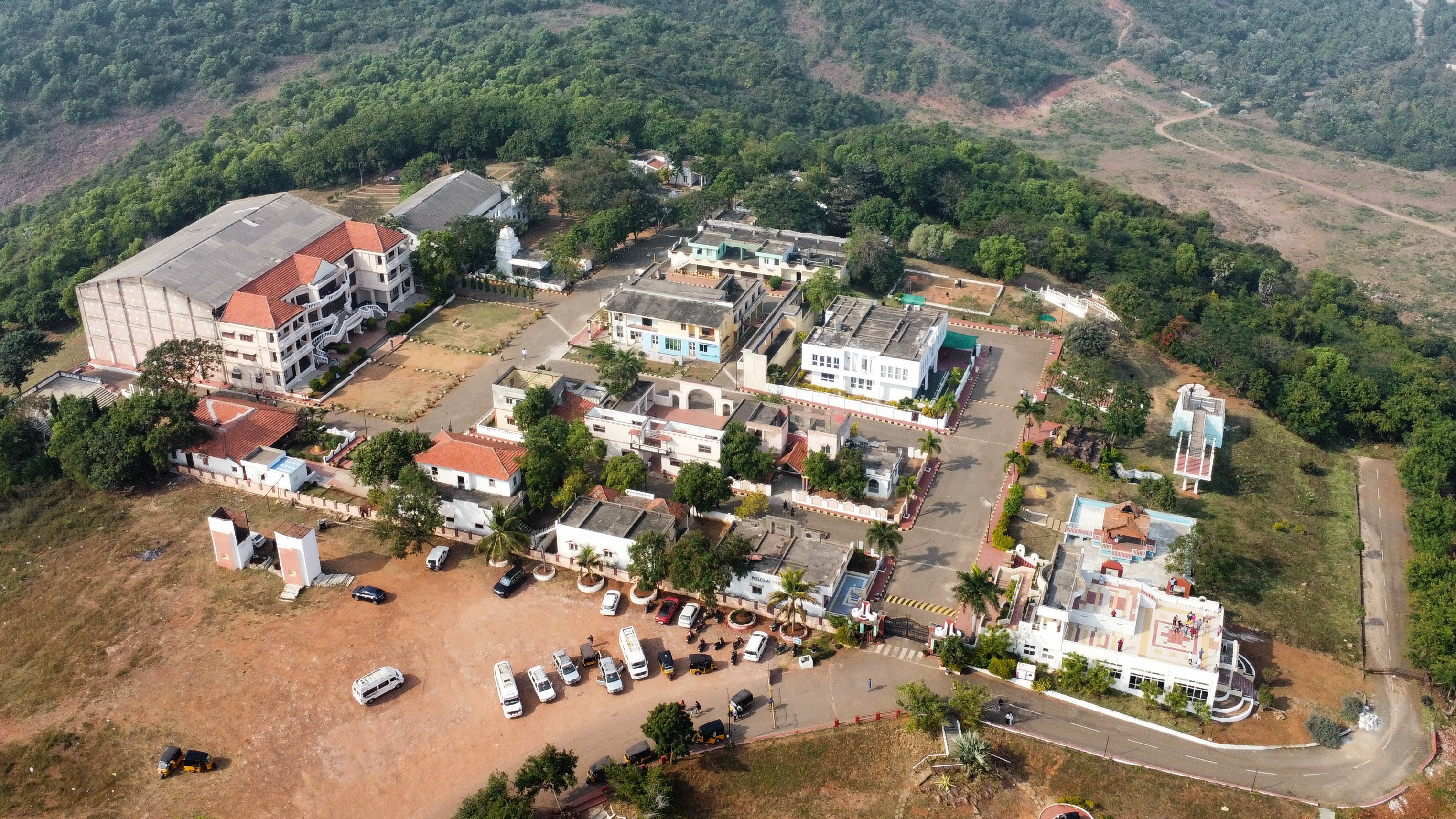
Studios de cinéma Ramanaidu.